# Zaharoddzje

Zaharoddzje (zeleně) na geomorfologické mapě Běloruska

Zaharoddzje (polesky Загороддя, bělorusky Загароддзе, v taraškevici Загародзьдзе) je oblast na jihu Brestské oblasti v Bělorusku, v lingvistice a etnografii se myšlena oblast mezi městy Brest a Stolin. V geografické literatuře je to vyvýšená rovina v jihozápadní části Běloruska mezi městy Pinsk a Kobryn. Je hlavní částí Brestsko-Pinského Polesí.

## Etymologie
V literatuře neexistuje konsensus o etymologii názvu místa. Ve jméně Zaharoddzje je obsažen kořen „harod“, jež naznačuje, že Zaharoddzje je oblast, která se nachází za městem Pinsk. Nicméně, v souvislostí lokací Zaharoddzje, místní obyvatelé nikdy neuváděli Pinsk jako referenční místo, navíc podle údajů poleské dialektologie lze soudit, že až do poloviny 20. století ve městech Brest a Pinsk slovo „harod“ prakticky chybí (pro městská sídla používal slovo „мiсто“).
Podle výzkumníka poleské lingvistiky Nikity Iljiče Tolstého je Zaharoddzje oblast za městy Turaŭ, Haradnaja а Noběl na Ukrajině, a ne za městem. Podle toho je Zaharoddzje oblast, ve kterém nejsou město nebo jen velmi málo, na rozdíl od některých sousedních území, vyznačujících se množstvím měst.
Mezitím běloruský lingvista a dialektolog Fjodar Danilavič Klimčuk (Фёдар Данілавіч Клімчук) upozorňuje na skutečnost, že ani v XI—XIII. století, ani později v západním Polesí a přilehlých oblastech nebyla, jedná oblast s velkým počtem měst naproti jejich malému počtu. Podle něj jméno Zaharoddzje pochází z XI. století, kdy rozdíl v počtu měst stále existoval a slovo „harod“ bylo přítomno v místních dialektech.

## Vymezení
Původ toponymu byl poprvé zmíněn v polovině XVII. století, v té době představoval rozšířený termín v Pinské oblasti. Z dokumentů této doby je známo, že rovina ležela na sever od řek Pina a Pripjať. Později byly její hranice výrazně rozšířeny. Nikita Ilič Tolstoj určil jihovýchodní hranici, která níže sahá k řece Haryň po linii Turaŭ‎ — Haradnaja — Noběl. Podle průzkumu mezi místními obyvateli, který provedl I. Ja. Jakšyn, jeho jihovýchodní hranicí je cesta, která spojuje Turaŭ, Davyd-Haradok, Stolin a Haradnaja.
Polský zeměpisný slovník z roku 1895 definuje jeho hranici na území současného vymezení Pinského rajónu na sever od řek Pina a Pripjať, Luniněckého rajónu bez jeho severní a jihovýchodní části, Ivanaŭského rajónu s východním pohraničím severně od řeky Pina.

## Geografie a příroda
Rovina se nachází v centrální a jižní části Brestské oblasti. Táhne se na délku 85 km od východu na západ a na šířku 15 až 35 km od severu k jihu. Rovina se rozkládá na ploše 3,1 tisíc km². Nejvyšší bod má maximální výšku 179 m nad hladinou moře.
Povrch je na severu kopcovitý, ale k jihu postupně přechází v rovinatou oblast. Na jeho území se nachází močály, podél jižního okraje jsou duny, kopce a hřebeny. Rovina leží na pomezí dvou povodí, k Baltu patří přítoky Západního Bugu a do Černého moře náleží řeky Jaselda a Pina. Celkem 30 % zabírá orná půda. Lesy pokrývají čtvrtinu jeho území.